# Chrysoblephus lophus
Chrysoblephus lophus är en fiskart som först beskrevs av Fowler 1925.  Chrysoblephus lophus ingår i släktet Chrysoblephus och familjen havsrudefiskar. Inga underarter finns listade i Catalogue of Life.